# Dąbrowy-Gaj
Dąbrowy-Gaj – część wsi Poręba Wielka w Polsce, położony w województwie małopolskim, w powiecie oświęcimskim, w gminie Oświęcim. 
Przez przysiółek przepływa rów wodny Macocha, prawobrzeżny dopływ Wisły. Przysiółek znajduje się na granicy Poręby Wielkiej z Włosienicą. 
W latach 1975–1998 przysiółek administracyjnie należał do województwa bielskiego.